# کیدین هوتران یکم
کیدین هوتران (انگلیسی: Kidin-Hutran) فرزند پهیر ایشن پنجمین پادشاه سلسه ایگه هلکی از پادشاهان ایلام بود که به خاطر جنگ‌هایش با تمدن بابل شهرت داشت. در اولین حمله خود از دجله گذشت و دو شهر در(Der) و نیپور را غارت کرد و پادشاه بابل، انلیل-نادین شومی (تقریباً عروسک خیمه شب بازی آشوری) را خلع ید کرد. بعداً در زمان سلطنت اداد شوما ادینا بار دیگر به بابل حمله کرد و مراد و ایسن را مورد حمله قرار داد.
در نسخه ای از نامه از تمدن نو بابلی که توسط یک پادشاه گمنام ایلامی به دربار بابل فرستاده شده و حق او بر تاج و تخت بابل را بیان می‌کند، ذکر شده‌است. در این نامه آمده‌است که کیدین-هورتان پسر پادشاه اونتاش ناپیریشا و نوه بورنا-بوریاش پادشاه بابل بود.
از آنجایی که بیش از ۱۰۰ سال فاصله پایان سلطنت برنا-بوریاش و به قدرت رسیدن عداد-شوما-الدینه فاصله دارد، برخی از نویسندگان فرض می‌کنند که بیش از یک پادشاه با این نام وجود داشته‌است.